# Spathoglottis
Genre
Classification phylogénétique
Le genre Spathoglottis compte 48 espèces d'Orchidaceae terrestres d'Asie du Sud-Est.

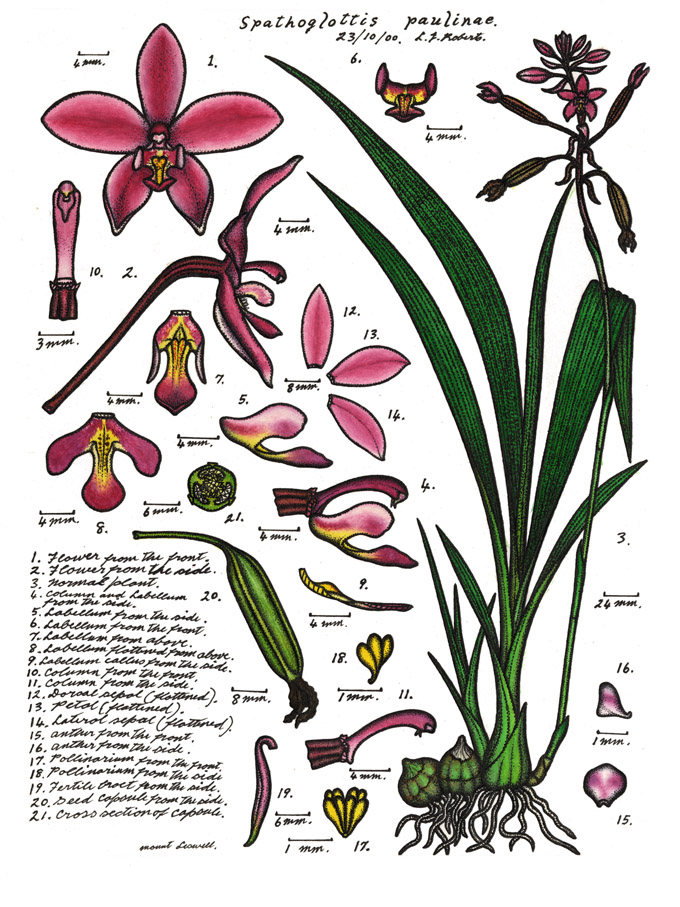
Spathoglottis paulinae, planche descriptive de Lewis Roberts, "Orchids of far north-eastern Queensland" (1995-2003)

## Liste d'espèces
- Spathoglottis affinis de Vriese
- Spathoglottis albida Kraenzl.
- Spathoglottis alpina R.S.Rogers
- Spathoglottis altigena Schltr.
- Spathoglottis aurea Lindl.
- Spathoglottis bulbosa Schltr.
- Spathoglottis carolinensis Schltr.
- Spathoglottis chrysantha Ames
- Spathoglottis chrysodorus T.Green
- Spathoglottis confusa J.J.Sm.
- Spathoglottis doctorsii J.J.Sm.
  - Spathoglottis doctorsii var. doctorsii
  - Spathoglottis doctorsii var. emarginata J.J.Sm.
- Spathoglottis eburnea Gagnep.
- Spathoglottis elmeri Ames
- Spathoglottis elobulata J.J.Sm.
- Spathoglottis erectiflora Kraenzl.
- Spathoglottis gracilis Rolfe ex Hook.f.
- Spathoglottis grandifolia Schltr.
- Spathoglottis hardingiana C.S.P.Parish & Rchb.f.
- Spathoglottis ixioides (D.Don) Lindl.
- Spathoglottis kenejiae Schltr.
- Spathoglottis kimballiana Hook.f.
  - Spathoglottis kimballiana var. angustifolia Ames
  - Spathoglottis kimballiana var. antiquensis T.Green
  - Spathoglottis kimballiana var. kimballiana
- Spathoglottis latifolia (Gaudich.) Garay & Ormerod
- Spathoglottis microchilina Kraenzl.
- Spathoglottis micronesiaca Schltr.
- Spathoglottis oreophila Ridl.
- Spathoglottis pacifica Rchb.f.
- Spathoglottis palawanensis Lubag-Arquiza
- Spathoglottis papuana F.M.Bailey
  - Spathoglottis papuana var. papuana
  - Spathoglottis papuana var. puberifloraR.S.Rogers & C.T.White
- Spathoglottis × parsonii Ames & Quisumb.
- Spathoglottis parviflora Kraenzl.
- Spathoglottis paulinae F.Muell.
- Spathoglottis petri Rchb.f.
- Spathoglottis philippinensis Lubag-Arquiza
- Spathoglottis plicata Blume
- Spathoglottis portus-finschii Kraenzl.
- Spathoglottis pubescens Lindl.
- Spathoglottis pulchra Schltr.
- Spathoglottis pacifica Rchb.f.
- Spathoglottis smithii Kores
- Spathoglottis stenophylla Ridl.
- Spathoglottis sulawesiensis T.Green
- Spathoglottis tomentosa Lindl.
- Spathoglottis tricallosa J.J.Sm.
- Spathoglottis umbraticola Garay
- Spathoglottis unguiculata (Labill.) Rchb.f.
- Spathoglottis vanoverberghii Ames
- Spathoglottis vanvuurenii J.J.Sm.
- Spathoglottis velutina Schltr.
- Spathoglottis wariana Schltr.

## Galerie

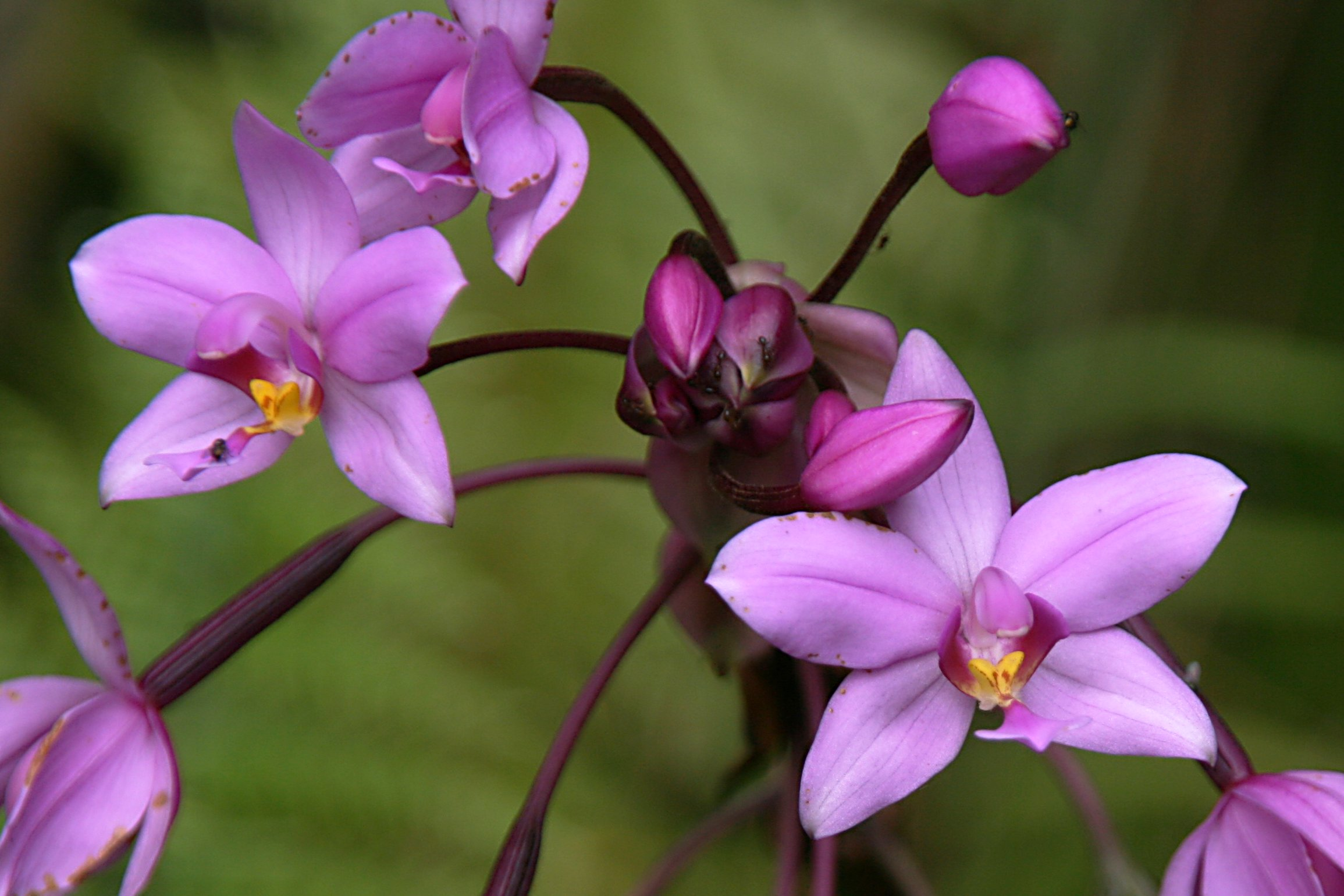
Spathoglottis plicata dans l'île de Fatu Iva, Polynésie française
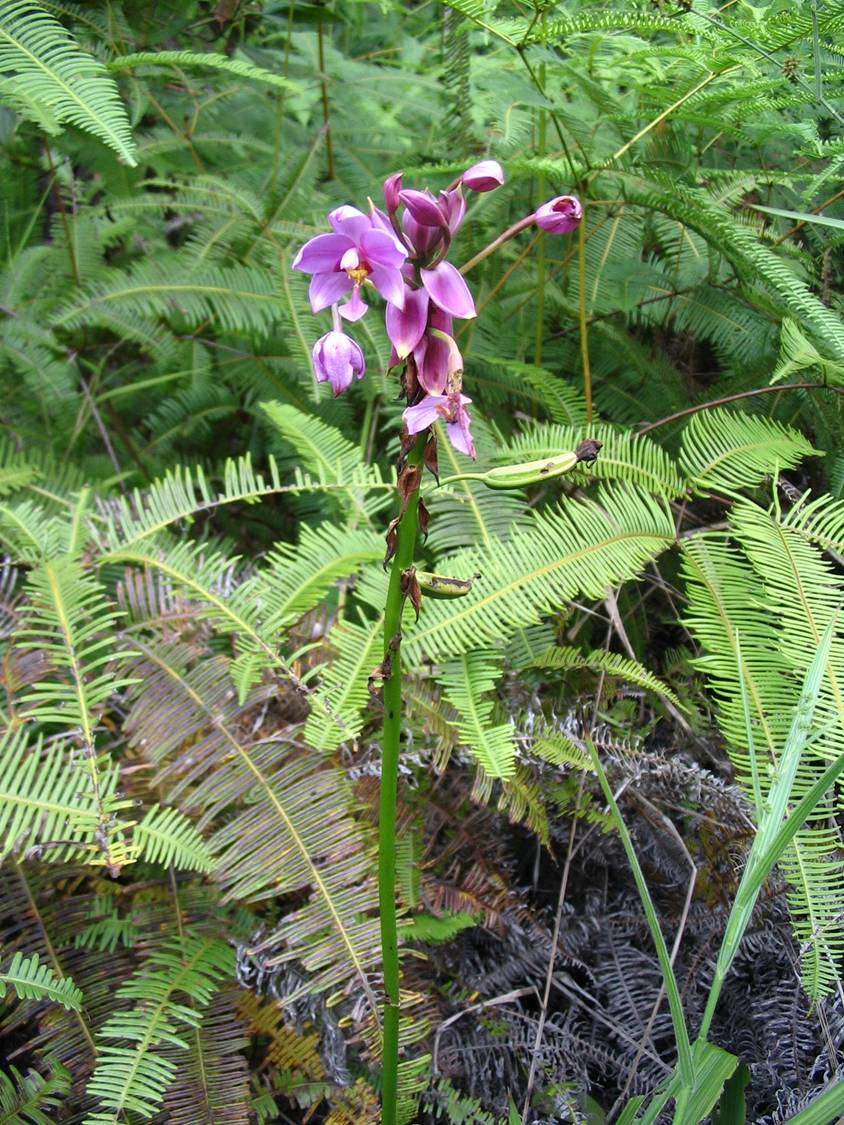
Spathoglottis plicata dans une trouée forestière en Malaisie péninsulaire.
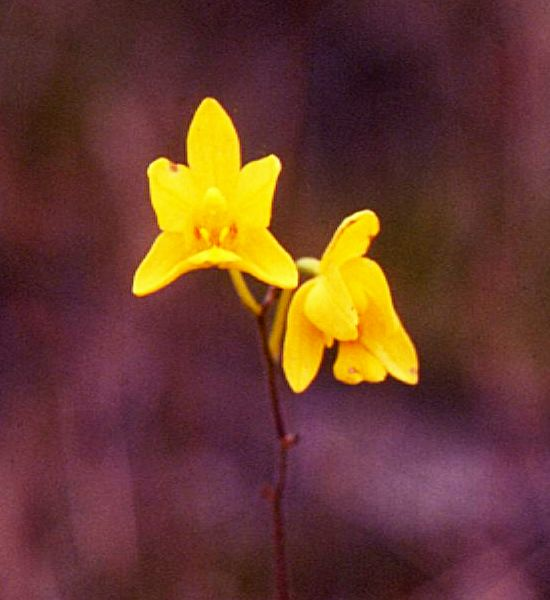
Spathoglottis affinis dans le Parc national de Preah Monivong (ou parc national de Phnom Bokor), Cambodge
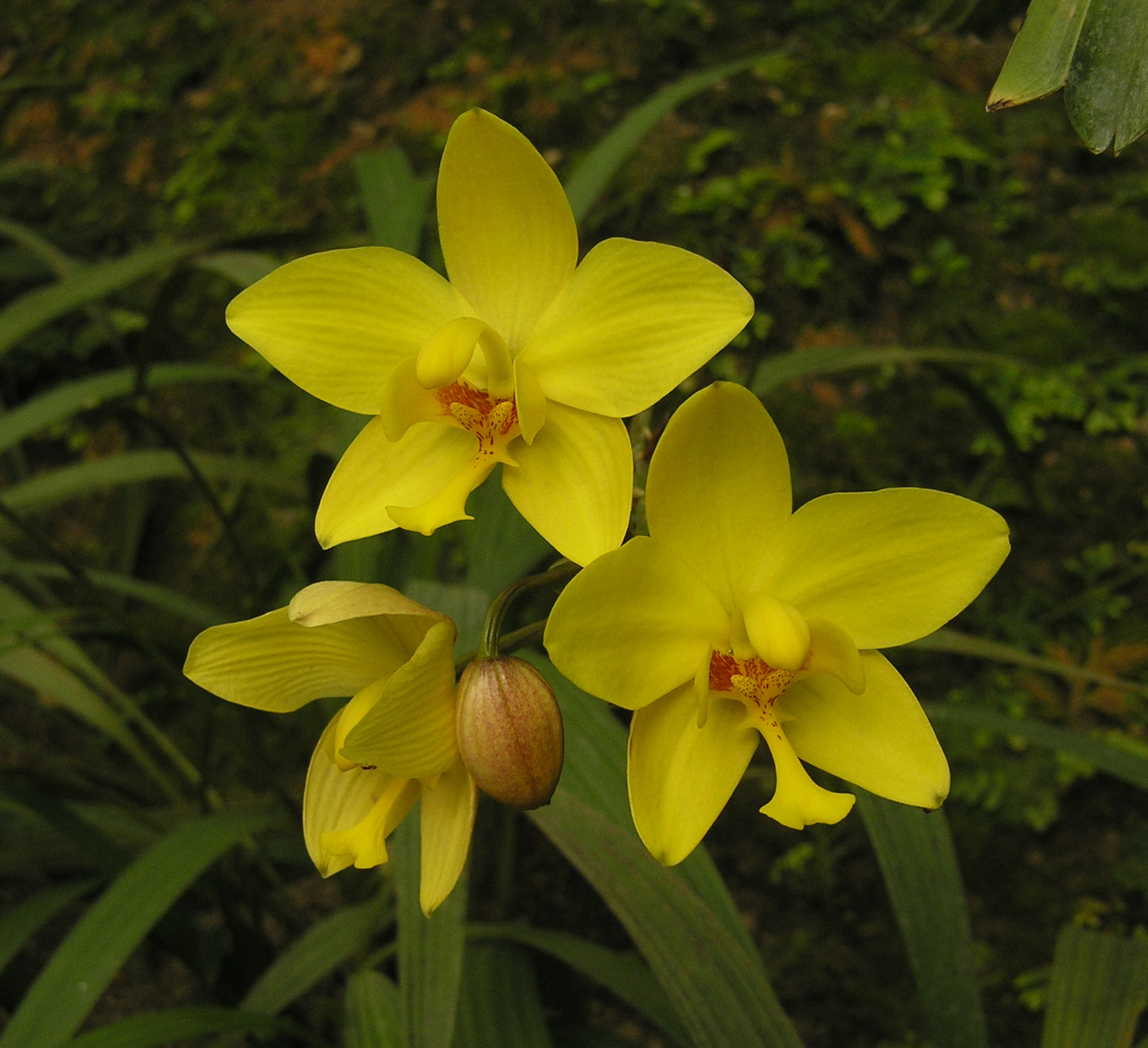
Spathoglottis affinis, exposition horticole Royal Flora Ratchaphruek, Thaïlande